# Атикая
Атикая — герой древнеиндийского эпоса «Рамаяна», сын правителя Ланки Раваны и его второй жены Дханьямалини.
Атикая был младшим братом Индраджита и необыкновенно могучим воином. Однажды, Атикая сильно разгневал Шиву и тот с горы Кайлаш бросил в него свой божественный трезубец Тришулу. Атикая поймал Тришулу и, молитвенно сложив руки, предстал перед Шивой. Шива был удовлетворён и даровал Атикае различные виды божественного оружия. Атикая обладал большим мастерством в военном деле и для его убийства Лакшману пришлось воспользоваться Брахмастрой, полученной им от Брахмы. Это произошло после того, как бог ветра Ваю по совету Индры поведал Лакшману, что лишь Брахмастра была способна пробить непроницаемую броню Атикаи.
Считается, что Атикая и его брат Тришира были воплощениями демонов Мадху и Кайтабхи, убитых Вишну во время сотворения вселенной.